# 丘除車林鞮單于
丘除車林鞮单于（？—63年），挛鞮氏，名苏，南匈奴第五任單于，為匈奴丘浮尤鞮單于之子。东汉永平六年（63年），堂兄䤈僮尸逐侯鞮單于死，苏承袭為丘除車林鞮單于，数月后去世。䤈僮尸逐侯鞮單于之弟長承袭為湖邪尸逐侯鞮單于。